# John Steen Olsen
John Steen Olsen (Copenaghen, 4 gennaio 1943) è un ex calciatore danese, di ruolo attaccante e centrocampista.

## Carriera

### Calciatore

#### Club
Steen Olsen inizia la carriera nel Hvidovre, con cui vince la 2. Division 1964, accedendo così alla massima serie danese.
Nella prima stagione in massima serie Steen Olsen con il suo club ottiene il quinto posto finale, mentre nella seconda la vittoria del torneo, primo titolo della squadra rossoblù.
Nella 1. division 1967 ottiene il quarto posto finale, mentre nella Coppa dei Campioni 1967-1968, raggiunge gli ottavi di finale del torneo, eliminato dagli spagnoli del Real Madrid.
Nel 1968 si trasferisce in America, ingaggiato dagli statunitensi del Boston Beacons, con cui disputa la prima edizione della North American Soccer League. Steen Olsen con i Beacons chiuse la stagione al quinto ed ultimo posto della Atlantic Division.
Nel gennaio 1969 torna in Europa per giocare con gli olandesi del DOS. Dopo due stagioni in bassa classifica, il suo club si fonde con il Velox e l'Elinkwijk per dare origine all'Utrecht, con cui ottiene il nono posto nell'Eredivisie 1970-1971. 
Dopo altre tre stagioni in massima serie, Steen Olsen passa al Feyenoord, con cui ottiene il secondo posto nell'Eredivisie 1974-1975.
Dopo aver iniziato la stagione seguente nelle file del club di Rotterdam, nel gennaio 1976 torna all'Utrecht, con cui ottiene il quattordicesimo posto finale.
Nell'estate 1976 si trasferisce in Svezia per giocare nel Malmö FF ove resta sino all'estate seguente per tornare al Hvidovre, con cui chiuderà la carriera agonistica nel 1978. Steen Olsen ha giocato in totale nelle due esperienze con il club di Hvidovre 204 incontri, segnando 44 reti.

#### Nazionale
Dopo aver giocato nell'Under-21 e nella nazionale B, Steen Olsen ha giocato 17 incontri con la nazionale danese tra il 1966 ed il 1973. Tra le varie partite disputate, è da ricordare la vittoria in amichevole del 23 agosto 1967 per 14 a 2 contro l'Islanda, in cui segnò le sue prime due reti con i bianco-rossi, che è la peggior sconfitta in assoluto della nazionale di Reykjavík.

## Statistiche

### Cronologia presenze e reti in nazionale
| Cronologia completa delle presenze e delle reti in nazionale ― Danimarca | Cronologia completa delle presenze e delle reti in nazionale ― Danimarca | Cronologia completa delle presenze e delle reti in nazionale ― Danimarca | Cronologia completa delle presenze e delle reti in nazionale ― Danimarca | Cronologia completa delle presenze e delle reti in nazionale ― Danimarca | Cronologia completa delle presenze e delle reti in nazionale ― Danimarca | Cronologia completa delle presenze e delle reti in nazionale ― Danimarca | Cronologia completa delle presenze e delle reti in nazionale ― Danimarca |
| Data                                                                     | Città                                                                    | In casa                                                                  | Risultato                                                                | Ospiti                                                                   | Competizione                                                             | Reti                                                                     | Note                                                                     |
| ------------------------------------------------------------------------ | ------------------------------------------------------------------------ | ------------------------------------------------------------------------ | ------------------------------------------------------------------------ | ------------------------------------------------------------------------ | ------------------------------------------------------------------------ | ------------------------------------------------------------------------ | ------------------------------------------------------------------------ |
| 30-5-1966                                                                | Copenaghen                                                               | Danimarca                                                                | 0 – 0                                                                    | Turchia                                                                  | Amichevole                                                               | -                                                                        |                                                                          |
| 21-6-1966                                                                | Esbjerg                                                                  | Danimarca                                                                | 1 – 3                                                                    | Portogallo                                                               | Amichevole                                                               | -                                                                        |                                                                          |
| 26-6-1966                                                                | Copenaghen                                                               | Danimarca                                                                | 0 – 1                                                                    | Norvegia                                                                 | Campionato nordico di calcio 1964-1967                                   | -                                                                        |                                                                          |
| 3-7-1966                                                                 | Copenaghen                                                               | Danimarca                                                                | 0 – 2                                                                    | Inghilterra                                                              | Amichevole                                                               | -                                                                        |                                                                          |
| 30-11-1966                                                               | Rotterdam                                                                | Paesi Bassi                                                              | 2 – 0                                                                    | Danimarca                                                                | Qual. Euro 1968                                                          | -                                                                        |                                                                          |
| 23-8-1967                                                                | Copenaghen                                                               | Danimarca                                                                | 14 – 2                                                                   | Islanda                                                                  | Amichevole                                                               | 2                                                                        | 85’                                                                      |
| 24-9-1967                                                                | Oslo                                                                     | Norvegia                                                                 | 0 – 5                                                                    | Danimarca                                                                | Campionato nordico di calcio 1964-1967                                   | -                                                                        |                                                                          |
| 4-10-1967                                                                | Copenaghen                                                               | Danimarca                                                                | 3 – 2                                                                    | Paesi Bassi                                                              | Qual. Euro 1968                                                          | -                                                                        |                                                                          |
| 11-10-1967                                                               | Lipsia                                                                   | Germania Est                                                             | 3 – 2                                                                    | Danimarca                                                                | Qual. Euro 1968                                                          | -                                                                        |                                                                          |
| 22-10-1967                                                               | Copenaghen                                                               | Danimarca                                                                | 3 – 0                                                                    | Finlandia                                                                | Campionato nordico di calcio 1964-1967                                   | -                                                                        |                                                                          |
| 26-5-1971                                                                | Copenaghen                                                               | Danimarca                                                                | 1 – 2                                                                    | Belgio                                                                   | Qual. Euro 1972                                                          | -                                                                        |                                                                          |
| 4-10-1972                                                                | Copenaghen                                                               | Danimarca                                                                | 1 – 1                                                                    | Svizzera                                                                 | Amichevole                                                               | 1                                                                        | 75’                                                                      |
| 18-10-1972                                                               | Copenaghen                                                               | Danimarca                                                                | 1 – 4                                                                    | Scozia                                                                   | Qual. Mondiali 1974                                                      | -                                                                        |                                                                          |
| 15-11-1972                                                               | Glasgow                                                                  | Scozia                                                                   | 2 – 0                                                                    | Danimarca                                                                | Qual. Mondiali 1974                                                      | -                                                                        |                                                                          |
| 24-4-1973                                                                | Copenaghen                                                               | Danimarca                                                                | 1 – 2                                                                    | Svezia                                                                   | Amichevole                                                               | -                                                                        |                                                                          |
| 2-5-1973                                                                 | Copenaghen                                                               | Danimarca                                                                | 1 – 1                                                                    | Cecoslovacchia                                                           | Qual. Mondiali 1974                                                      | -                                                                        |                                                                          |
| 21-11-1973                                                               | Parigi                                                                   | Francia                                                                  | 3 – 0                                                                    | Danimarca                                                                | Amichevole                                                               | -                                                                        |                                                                          |
| Totale                                                                   |                                                                          | Presenze                                                                 | 17                                                                       |                                                                          | Reti                                                                     | 3                                                                        |                                                                          |

## Osservatore
Lasciato il calcio giocato, dal 1995 diviene osservatore per l'Ajax: tra i maggiori talenti segnalati ai lancieri ci sono lo svedese  Zlatan Ibrahimović ed il danese Christian Eriksen.
Lo stesso Ibrahimović lo ha ricordato nella sua autobiografia "Io, Ibra":
(Zlatan Ibrahimović, Io, Ibra)
Per il suo apporto al club di Amsterdam gli è stato fatto firmare un contratto a tempo indeterminato e socio onorario del club.

## Palmarès
- 2. Division: 1

Hvidovre: 1964
- Campionato danese: 1

Hvidovre: 1966